# Hybomitra vexans
Hybomitra vexans är en tvåvingeart som först beskrevs av Friedrich Hermann Loew 1858.  Hybomitra vexans ingår i släktet Hybomitra och familjen bromsar. Inga underarter finns listade i Catalogue of Life.